# Обухов, Алексей Филиппович
Алексей Филиппович Обухов — советский военный, государственный и политический деятель, генерал-майор авиации.

## Биография
Родился в 1904 году в Кириллове. Член КПСС с 1928 года.
С 1926 года — на военной службе, общественной и политической работе. В 1926—1956 гг. — в кавалерии, командир артиллерийского парка, инструктор китайских летчиков, лётчик-испытатель УТ-1 конструктора Яковлева, командир авиазвена, командир авиаотряда, помощник командира полка, командир полка на Р-5 в городе Митава, командир 241-го штурмового авиаполка на Ил-2, командир 225-й штурмовой авиационной дивизии, слушатель академии им. Ворошилова, на командных должностях в ВВС СССР. С августа 1956 года — в запасе.
Делегат XX съезда КПСС.
Умер в городе Броды в 1969 году.